# Alois Drexler
Alois Drexler (* 25. Mai 1912 in Tittling; † 1. April 1988 in Hutthurm) war ein deutscher Politiker der CSU.

## Leben
Drexler erlernte den Beruf des Steinmetzes. Ab 1945 war er als Verwaltungsangestellter tätig. 1946 gehörte er der Verfassunggebenden Landesversammlung in Bayern an. Von 1959 bis 1975 war er erster Bürgermeister der Marktgemeinde Tittling.